# 국도 제224호선 (중국)
국도 제224호선(중국어: 224国道)은 중화인민공화국 하이난성의 하이커우시를 출발하여 싼야시까지 이어주는 총 연장 309 km의 일반 국도 노선이다. 그러나 이 국도 노선은 하이난성을 종단하는 국도이며, 일본 국도로 비유하자면 일본 390번 국도와 같은 개념이 된다.

## 주요 경유지
| 주요 경로 및 거리 |           |
| \| 도시 \| 거리 (km) \| \| -------------------------------- \| --------- \| \| 하이난성 하이커우시 \| 0 \| \| 하이난성 슈잉구 \| 8 \| \| 하이난성 툰창현 \| 93 \| \| 하이난성 충중 리족 먀오족 자치현 \| 145 \| \| 하이난성 우즈산시 \| 223 \| \| 하이난성 지양진(중국어판) \| 295 \| \| 하이난성 유린항 \| 304 \| \| 하이난성 싼야시 중심지 \| 309 \| |           |
| 도시 | 거리 (km) |
| 하이난성 하이커우시 | 0         |
| 하이난성 슈잉구 | 8         |
| 하이난성 툰창현 | 93        |
| 하이난성 충중 리족 먀오족 자치현 | 145       |
| 하이난성 우즈산시 | 223       |
| 하이난성 지양진 | 295       |
| 하이난성 유린항 | 304       |
| 하이난성 싼야시 중심지 | 309       |

## 같이 보기
- 중화인민공화국의 일반 국도